# Trichothurgus macroglossa
Trichothurgus macroglossa är en biart som först beskrevs av Heinrich Friese 1910.  Trichothurgus macroglossa ingår i släktet Trichothurgus och familjen buksamlarbin. Inga underarter finns listade i Catalogue of Life.